# 니컬러스 홀트
니컬러스 캐러독 홀트(영어: Nicholas Caradoc Hoult, 1989년 12월 7일 ~ )는 잉글랜드의 배우이다. 그는 만 7세때 1996년 영화 《친밀한 관계》로 데뷔하였다. 홀트는 2002년 영화 《어바웃 어 보이》에서 마커스 브루어 역할로 널리 인정 받기 시작하며, 크리틱스 초이스 영화상 아역연기상에 후보로 올랐다. 그는 2007년 영국 E4의 하이틴 드라마 《스킨스》에서 토니 스토넘 역할을 연기한 그는 찬사를 받았다.
이러한 역할에 따라, 홀트는 엑스맨 시리즈의 속편 영화에서 행크 매코이 / 비스트 역할과 《웜 바디스》에서 R 역할, 《레벨 인 더 라이》에서 J. D. 샐린저 역할, 《매드맥스: 분노의 도로》에서 눅스 역할을 순조롭게 소화하며 상업적인 성공을 거뒀다.

## 성장 과정
홀트는 잉글랜드 버크셔주 오킹엄 출생으로 브리티시 에어웨이즈의 파일럿인 아버지 로저 홀트와 피아노 교사인 어머니 글레니스 홀트 (옛 성씨는 브라운)의 네 명의 자녀 중 셋째로 태어났다. 그의 형제로는 형 제임스 홀트(1977년생), 누나 수재나 홀트(1982년생), 동생 클라리스타스 홀트(1992년생)가 있으며, 이 들 중 형 제임스를 제외한 세 명이 현재 배우로 활동 중이다. 또한 그의 조부모의 형제로는 영국의 유명한 연극배우, 영화배우이자 가수로, 1930년대 후반부터 1950년대 초반까지 엄청난 인기를 누렸던 안나 니글(1904~1986년, 사망)가 있다. 그녀는 영국 왕실로부터 남성의 경(Sir)에 해당하는 데임(Dame) 호칭을 받기도 했다.
홀트는 토크쇼 《그레이엄 노턴 쇼》에 출연해 자신의 중간 이름 '캐러독'에 대해 웨일즈어로 "총애받는 하나"라는 뜻이라고 밝혔다.

## 연기 경력

### 1996-2008: 초기 경력
홀트는 만3세 때 어머니와 함께 연극을 보러 갔다가, 우연히 극단의 연출자에 눈에 띄며 연기를 권유 받았다. 래닐러 스쿨에 다니던 그는 이후, 수많은 오디션에 응시했고 만6세의 나이 무렵에 촬영한 1996년 영화 《친밀한 관계》로 데뷔하며 그는 아역 연기자로 전문적인 연기 경력을 시작했다. 데뷔 이후 6년 동안은 주로 텔레비전 작품에서 고정 배역이 아닌 단역으로 활동하였는데, 2002년 휴 그랜트와 공연한 영화 《어바웃 어 보이》에서 왕따 소년 마커스 브루어 역할에 캐스팅 되었고, 어린 나이에도 불구하고 섬세한 연기를 선보이며 좋은 평을 받아 지명도를 크게 올렸다.
홀트의 할리우드 본격 첫 진출작은 2005년 고어 버빈스키 감독의 《웨더 맨》으로 그는 극중 중년의 위기를 맞은 데이비드(니컬러스 케이지)의 아들이자 로버트(마이클 케인)의 손자 마이크 역할을 연기했다. 이 영화에서 홀트가 가장 힘들었던 건 미국식 발음으로 완벽한 연기를 위해 그는 같은 해 출연한 영화 《와와》의 감독 리처드 E. 그랜트의 아내인 조앤 워싱턴으로부터 미국식 액센트를 배우기도 했다. 그는 자신의 여동생과 함께 발레를 배웠고, 국립발레단에서 제작한 《백조 호수》와 《호두까기 인형》에 출연했지만 그것은 결코 좋아했었던 일은 아니였다고 한다. 홀트는 연기 공부를 위해 런던에 있는 명문 학교인 실비아 영 씨어터 스쿨에 잠시 다니기도 했다.

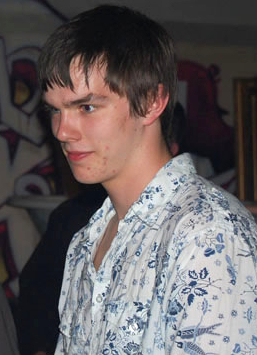
2007년 《스킨스》 파티에서 홀트

판보로 식스 폼 칼리지 재학 시절, 그는 영국 E4의 하이틴 드라마 《스킨스》 시즌 1, 2에서 주연 토니 스터넘 역할을 연기했다. 이 작품은 영국의 작은 도시 브리스톨을 배경으로 10대들의 우정, 사랑, 방황과 고민을 담은 드라마로 이 작품을 계기로 홀트는 과거의 어린 소년의 이미지를 벗어내며, 워커스 홈 그로운 탤런트 어워드에 후보 지명되었다. 특히 한국에서도 큰 인기를 끌었다.

### 2009-현재

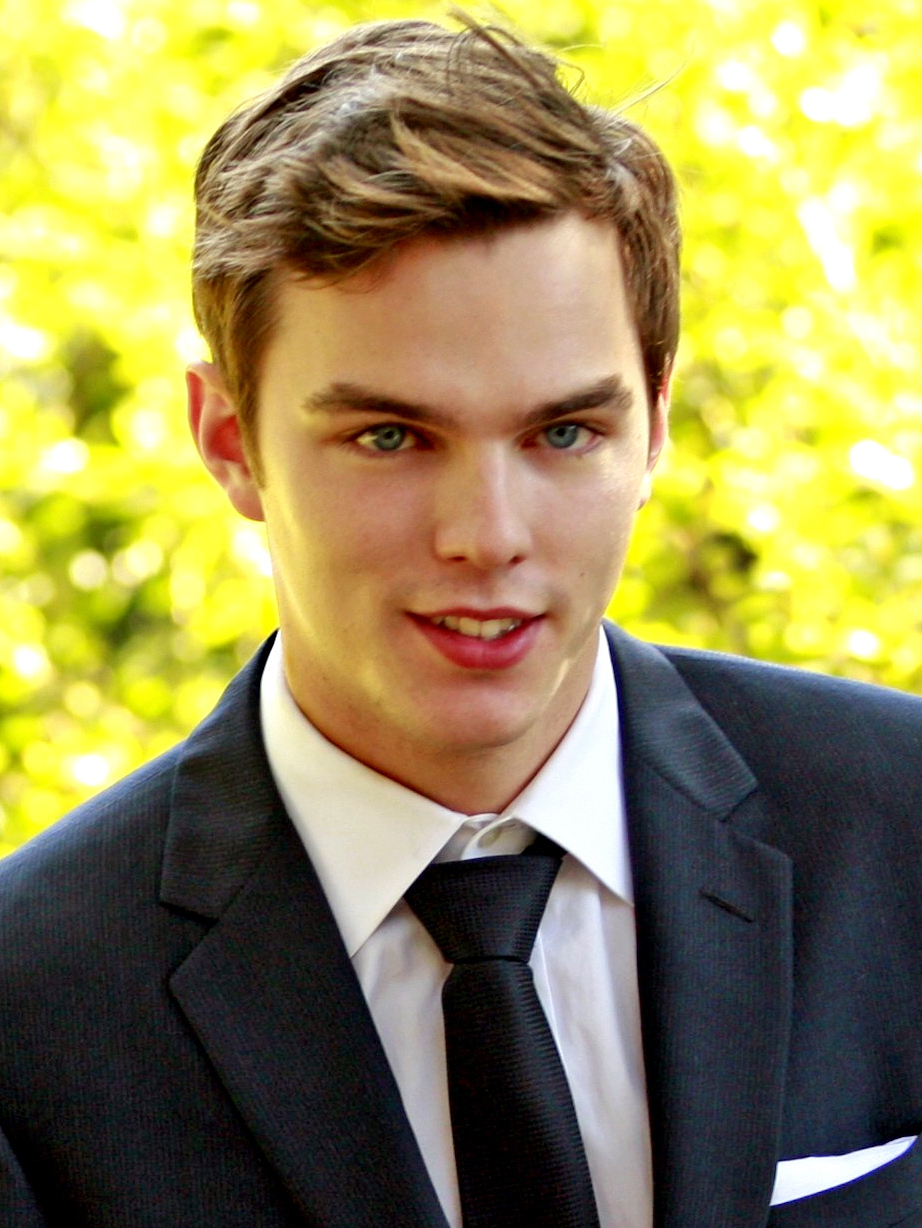
2009년 미국 샌타바버라 국제 영화제에서 홀트.

2009년, 홀트는 패션 디자이너로 유명한 톰 포드의 감독 데뷔작이자 크리스토퍼 이셔우드의 소설을 원작으로 한 영화 《싱글 맨》에서 극중 대학교수인 조지(콜린 퍼스)의 제자이자 꽃미남 게이 케니 포터 역할을 연기하며 콜린 퍼스와 줄리언 무어와 공연했다. 또한 그는 포]의 아이웨어 2010 봄 컬렉션의 새로운 모델로 발탁되며 존 코르타자레나를 대체했다.
2010년, 홀트는 영국 아카데미 영화상(BAFTA)에서 라이징 스타상에 후보 지명되었다. 그는 미드나잇 비스트의 곡 "Lez Be Friends"의 뮤직비디오에 출연했다. 그는 비디오 게임 《Fable III》의 엘리엇 역할의 목소리를 연기했다. 홀트가 출연한 할리우드 첫 블록버스터는 2010년 4월 2일에 개봉한 영화 《타이탄》으로 리암 니슨, 레이프 파인스, 샘 워딩턴 등과 공연하였고, 그는 원정대의 막내인 유사비오스 역할을 연기했다. 2010년 7월 8일에는, 그가 엑스맨 시리즈의 속편이자 매슈 본 감독이 연출한 영화 《엑스맨: 퍼스트 클래스》에서 행크 매코이 / 비스트 역할에 캐스팅 된것이 언론에 발표 되었다. 극중 그는 돌연변이 치료약을 만들던 천재 과학자였지만, 그 과정에서 자신을 대상으로 실험을 하다가 자신도 돌연변이가 되어버려 엄청난 체력과 함께 동물적 감각으로 뛰어난 후각과 청력을 지니게 된 괴수를 연기했다. 홀트는 이 역할의 연기를 위해 2006년 영화 《엑스맨: 최후의 전쟁》에서 켈시 그래머가 맡았던 행크 매코이의 연기를 분석하는 등 혹독한 체중 감량과 권투 등의 격투기 훈련 등으로 자신만의 캐릭터로 완성했고, 이 작품은 홀트의 스펙트럼을 크게 넓힌 계기가 되었다. 《MTV 네트웍스' 네스트무비.닷컴》에서는 '2011년에 주목해야 할 스타'로 그를 선정했다.

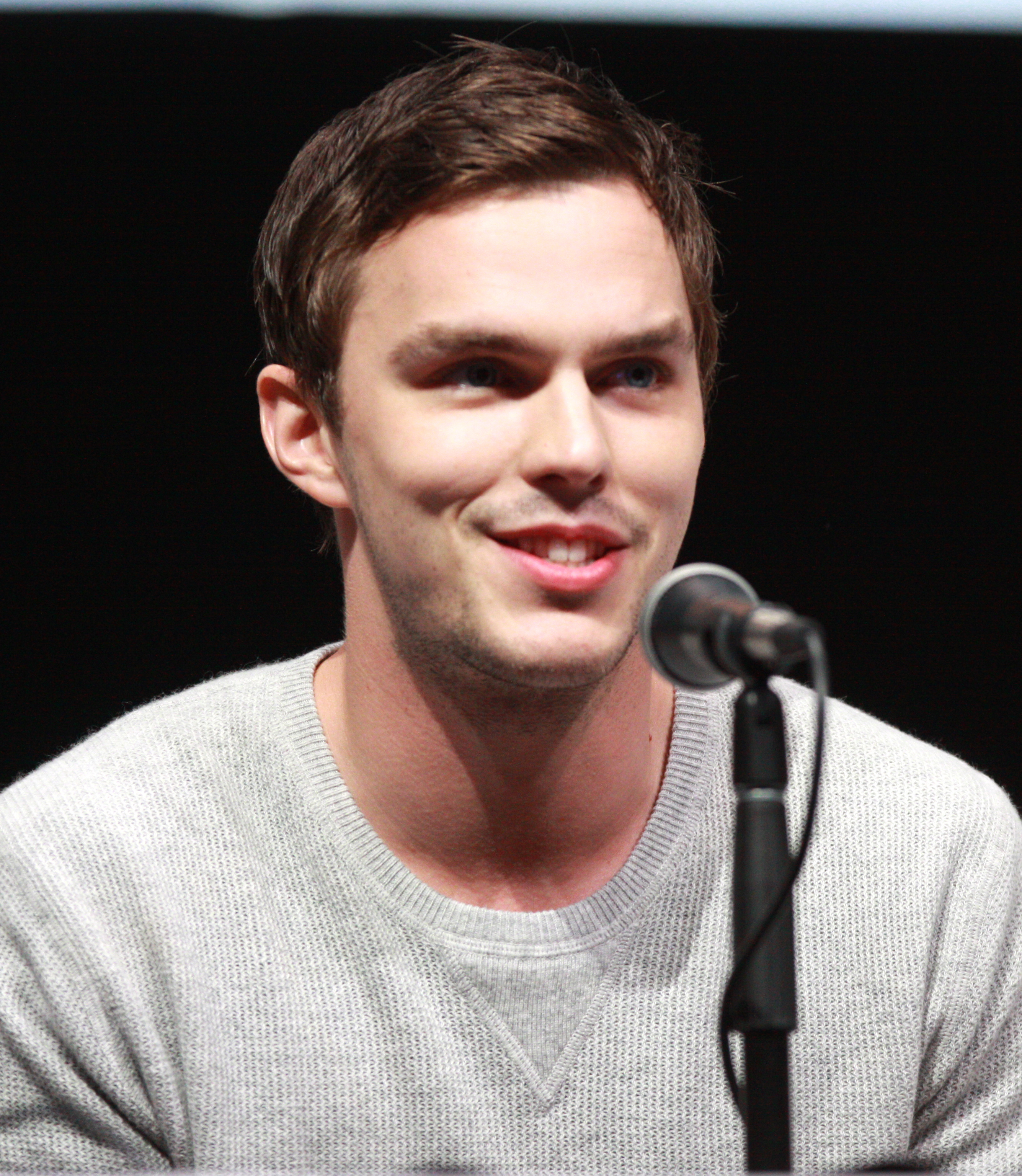
2013년 7월 샌디에이고 코믹콘 인터내셔널에서 홀트

2013년, 홀트는 동화 책 "잭과 콩나무"를 모티프로, 거인과 인간의 대결을 그린 브라이언 싱어 감독의 블록버스터 영화 《잭 더 자이언트 킬러》에서 주연 잭 역할을 연기했고, 같은 해 개봉된 아이작 마리온의 베스트셀러를 영화화한 좀비 로맨스 영화 《웜 바디스》에서는 주연 R 역할을 맡아 사랑에 빠진 좀비라는 독특한 설정의 이야기로 인간(테리사 파머)과 좀비 사이에서 갈등하며 조금씩 인간성을 찾아가는 과정을 유머러스하면서도 쿨하게 연기했다. 또한 미국 극장가 최악의 비수기 슈퍼볼 시즌임에도 불구하고 주말에만 2,000만달러를 벌어들이며 전미 박스오피스 1위를 달성할 만큼 흥행에서 성공했으며, 홀트가 직접 자신의 에이전시를 설득해가며 따낸 배역으로도 유명하다.
홀트는 엑스맨 시리즈의 후속 영화 《엑스맨: 데이즈 오브 퓨처 패스트》에 출연했고, 이 작품은 2014년 5월 23일에 개봉되었다. 그는 제마 아터턴, 스티븐 프라이와 함께 가족 애니메이션 영화 《Once Upon a Time in the Kitchen》에서 목소리 연기를 했다. 2014년 10월 17일에는 마이클 섀넌, 코디 스밋맥피, 그리고 엘 패닝와 함께 주연으로 출연한 독립 영화 《영 원스》가 미국 전역에 개봉되었다. 그는 크리스틴 스튜어트, 가이 피어스, 그리고 재키 위버와 드레이크 도리머스 감독의 판타지 로맨스 영화 《이퀄스》에 캐스팅 되었고, 이 작품은 2014년 8월 일본과 싱가포르에서 촬영이 시작되었다.
홀트는 2015년 5월에 개봉한 조지 밀러 감독의 영화 《매드맥스: 분노의 도로》에서 극중 핵전쟁으로 황폐화된 미래 시대에, 사악한 독재자 임모탄의 가장 충직한 부하이자 워보이 중 한명인 신인류 눅스 역할을 연기했다. 이 작품에서 샤를리즈 테론, 톰 하디, 휴 키스번과 공연했다. 또한 그는 2015년 8월 7일 미국 전역에 개봉 예정인 길리언 플린의 동명 소설을 원작으로 한 스릴러 영화 《다크 플레이스》에서 샤를리즈 테론, 클로이 그레이스 머레츠와 공연했다. 한국에서는 2015년 7월 16일에 개봉되었다.
2016년 홀트는 세 번째로 엑스맨 시리즈의 후속 영화 《엑스맨: 아포칼립스》에서 다시 한번 행크 매코이 / 비스트 역할을 연기했다.

## 개인 생활
홀트는 2009년에 만난 배우이자 가수인 빅토리아 저스티스와 데이트했지만 짧은 만남을 끝으로 결별했다.
홀트는 이후, 영화 《엑스맨: 퍼스트 클래스》 와 《엑스맨: 데이즈 오브 퓨처 패스트》에서 공연한 배우 제니퍼 로렌스와 데이트를 시작했다. 두 사람은 2011년에 처음 만나 2013년 1월 한 차례 결별한 이후, 그 해 7월에 다시 재결합을 하였지만 2014년 8월에 또 다시 결별하였는데, 영국과 미국의 가장 잘 나가는 청춘 스타의 만남으로 큰 이슈가 되었다. 헤어진 후에도 좋은 친구 관계를 유지하고 있는 것으로 알려졌다.
2017년 3월, 홀트는 미국의 모델 브리아나 홀리와 데이트를 하였고, 그들은 노스웨스트 런던에서 살고 있다. 2018년 4월, 그들은 첫 아이를 출산했다.

## 자선 활동
홀트는 어머니 글레리스가 참여하고 있는 '크리스천 에이드 위크'(Christian Aid Week)의 활동에 감동을 받아 현재까지도 자선 활동을 꾸준히 하고 있으며, 2007년부터는 아동 학대를 방지하는 자선 단체인 '아동학대방지국가협회'(NSPCC)의 명예의 전당에 들어가 적극적으로 참여하고 있다. 또한 세계 기아를 종료하는 자선 단체인 충분한 음식 이프(Enough Food IF) 캠페인을 지원하고 있으며, 그리고 그는 청소년 암 자선단체에도 관심을 보이고 있다.

## 출연 작품

### 영화
| 연도 | 제목                             | 역할                 | 참고            |
| ---- | -------------------------------- | -------------------- | --------------- |
| 1996 | 친밀한 관계                      | 바비                 |                 |
| 1997 | 화이트 씨 웨스트민스터에 가다    | 존                   |                 |
| 2002 | 어바웃 어 보이                   | 마커스 브루어        |                 |
| 2005 | 와와                             | 랄프 콤프턴          |                 |
| 2005 | 웨더 맨                          | 마이크               |                 |
| 2006 | 키덜트후드                       | 블레이크             |                 |
| 2007 | 커밍 다운 더 마운틴              | 데이비드 필립스      |                 |
| 2009 | 싱글 맨                          | 케니 포터            |                 |
| 2010 | 타이탄                           | 유사비오스           |                 |
| 2011 | 규칙 제3조                       | 맷                   | 단편 영화       |
| 2011 | 엑스맨: 퍼스트 클래스            | 행크 매코이 / 비스트 |                 |
| 2013 | 웜 바디스                        | R                    |                 |
| 2013 | 잭 더 자이언트 킬러              | 잭                   |                 |
| 2013 | 언더독스                         | 에이스 (더빙)        | 애니메이션 영화 |
| 2014 | 영 원스                          | 플렘 레버            |                 |
| 2014 | 엑스맨: 데이즈 오브 퓨처 패스트  | 행크 매코이 / 비스트 |                 |
| 2014 | Once Upon a Time in the Kitchen  | (더빙)               | 애니메이션 영화 |
| 2015 | 매드맥스: 분노의 도로            | 눅스                 |                 |
| 2015 | 다크 플레이스                    | 라일 워스            |                 |
| 2015 | 킬 유어 프렌즈                   | 스티븐 스텔폭스      |                 |
| 2016 | 이퀄스                           | 시라스               |                 |
| 2016 | 아우토반                         | 케이시               |                 |
| 2016 | 엑스맨: 아포칼립스               | 행크 매코이 / 비스트 |                 |
| 2017 | 레벨 인 더 라이                  | J. D. 샐린저         |                 |
| 2017 | 뉴니스                           | 마틴                 |                 |
| 2017 | 샌드 캐슬                        | 맷 오크레            |                 |
| 2017 | 레벨 인 더 라이                  | J.D 샐린저           |                 |
| 2017 | 커런트 워                        | 니콜라 테슬라        |                 |
| 2018 | 더 페이버릿: 여왕의 여자         | 로버트 할리          |                 |
| 2019 | 톨킨                             | J. R. R. 톨킨        |                 |
| 2019 | 엑스맨: 다크 피닉스              | 행크 매코이 / 비스트 |                 |
| 2019 | 더 트루 히스토리 오브 더 켈리 갱 |                      |                 |
| 2021 | 뱅커                             | 맷 스테이너          |                 |
| 2021 | 내가 죽기를 바라는 자들          | 패트릭 블랙웰        |                 |
| 2022 | 더 메뉴                          | 타일러               |                 |
| 2023 | 렌필드                           | 렌필드               |                 |
| 2024 | 가필드 더 무비                   | 존 아버클            | 애니메이션      |
| 2024 | 디 오더                          | 로버트 제이 매슈스   |                 |
| 2024 | 노스페라투                       | 토머스 허터          |                 |

### 텔레비전
| 연도      | 제목               | 역할                     | 참고                                                                    |
| --------- | ------------------ | ------------------------ | ----------------------------------------------------------------------- |
| 1996      | 캐주얼티           | 크레이그 모리시          | 에피소드: "It Ain't Me, Babe"                                           |
| 1998      | 무언의 목격자      | 톰 에반스                | 에피소드: "An Academic Exercise"                                        |
| 1999      | 루스 렌들 미스터리 | 배리                     | 에피소드: "The Fallen Curtain"                                          |
| 2000      | 더 빌              | 휴 오스틴                | 에피소드: "The Squad"                                                   |
| 2001      | 매직 그랜대드      | 톰                       | 3 에피소드                                                              |
| 2001      | 홀비 시티          | 오스카 뱅크스            | 에피소드: "Borrowed Time"                                               |
| 2001      | 닥터스             | 코너 핀치                | 에피소드: "Unfinished Business"                                         |
| 2001      | 웨이킹 더 데드     | 맥스 브라이슨            | 2 에피소드                                                              |
| 2001      | 월드 오브 펍       | 11년 후 쇼 진행자        | 에피소드: "Sixties"                                                     |
| 2002      | 머더 인 마인드     | 앤드루 윌셔              | 에피소드: "Memories"                                                    |
| 2002      | 저지 존 디드       | 제이슨 포웰              | 에피소드: "Everyone's Child"                                            |
| 2003      | 스타               | 브래들리 피셔            | 7 에피소드                                                              |
| 2004      | 킨 에디            | 에드워드 밀스            | 에피소드: "Who Wants to Be intime Club That Would Have Me as a Member?" |
| 2005      | 미스터리 헌터스    | 자신                     | 에피소드: "Salem Witches"                                               |
| 2007-2008 | 스킨스             | 토니 스터넘              | 시즌1~2, 19 에피소드                                                    |
| 2008      | 월랜더             | 스테판 프레드만          | 에피소드: "Sidetracked"                                                 |
| 2012      | 로봇 치킨          | 해리 포터, 캡틴 아메리카 | 에피소드: "Collateral Damage in Gang Turf War"                          |
| 2020-2023 | 더 그레이트        | 표트르 3세               |                                                                         |

### 뮤직 비디오
| 연도 | 아티스트                            | 곡               |
| ---- | ----------------------------------- | ---------------- |
| 2010 | 미드나잇 비스트(The Midnight Beast) | "Lez Be Friends" |

### 비디오 게임
| 연도 | 제목      | 역할   | 참고   |
| ---- | --------- | ------ | ------ |
| 2010 | Fable III | 엘리엇 | 목소리 |

## 수상 및 후보 목록
| 연도 | 시상식                                             | 수상부문                                | 작품                            | 결과 |
| ---- | -------------------------------------------------- | --------------------------------------- | ------------------------------- | ---- |
| 2002 | 피닉스 영화 비평가협회                             | 최우수 남우조연상                       | 어바웃 어 보이                  | 수상 |
| 2002 | 젊은 예술가상(영 아티스트 어워드)                  | 장편 영화 최우수 연기상 - 아역연기 부분 | 어바웃 어 보이                  | 후보 |
| 2002 | 크리틱스 초이스 영화상(미국 방송 영화 비평가 협회) | 최우수 아역연기상                       | 어바웃 어 보이                  | 후보 |
| 2010 | 영국 아카데미 영화상(BAFTA)                        | 오렌지 라이징 스타상                    | 싱글 맨                         | 후보 |
| 2011 | 피플 초이스 어워드                                 | 좋아하는 앙상블 영화 캐스팅상           | 엑스맨: 퍼스트 클래스           | 후보 |
| 2011 | 틴 초이스 어워드                                   | 초이스 무비: 케미스트리상               | 엑스맨: 데이즈 오브 퓨처 패스트 | 후보 |
| 2013 | 틴 초이스 어워드                                   | 초이스 무비: 신인상                     | 웜 바디스                       | 수상 |
| 2013 | 틴 초이스 어워드                                   | 초이스 무비: 코미디 남자배우상          | 웜 바디스                       | 후보 |
| 2013 | 틴 초이스 어워드                                   | 초이스 무비: 로맨스 남자배우상          | 웜 바디스                       | 후보 |
| 2014 | 젊은 할리우드상(영 할리우드 어워드)                | 슈퍼 슈퍼히어로상                       | 엑스맨: 데이즈 오브 퓨처 패스트 | 후보 |
| 2014 | 틴 초이스 어워드                                   | 초이스 무비: 씬 스틸러상                | 엑스맨: 데이즈 오브 퓨처 패스트 | 후보 |
| 2015 | 틴 초이스 어워드                                   | 초이스 무비: 씬 스틸러상                | 매드맥스: 분노의 도로           | 후보 |